# Nazareth (natuurgebied)
Nazareth is een natuurgebied bij Lier, gelegen aan de Kleine Nete, de Grote Nete en het Netekanaal.
Het gebied is genoemd naar de nabijgelegen buurtschap Nazareth. Het betreft een laaggelegen gebied dat gelegen is tussen de dijken van genoemde waterlopen. Het is toegankelijk via de zogeheten Sionsbrug over de Kleine Nete.
Het gebied, dat ongeveer 40 ha groot is, wordt in tweeën gedeeld door een spoorlijn, daarom spreekt men van Nazareth-Noord en Nazareth-Zuid.
Nazareth-Zuid bestaat uit elzen-berkenbroekbossen, verboste moeraspercelen en hooilanden. Enkele wandelingen lopen rond en door het gebied, waarin onder meer een knuppelpad en een pad door verwilderde bossen zijn opgenomen. De wandelingen werden in 2021 geopend.